# Claoxylon tenerifolium
Claoxylon tenerifolium là một loài thực vật có hoa trong họ Đại kích. Loài này được (F.Muell. ex Baill.) F.Muell. mô tả khoa học đầu tiên năm 1868.